# Ostana
Ostana är en ort och kommun i provinsen Cuneo i regionen Piemonte i Italien. Kommunen hade 85 invånare (2018).